# Kemoton
A kemotonelméletet Gánti Tibor biológus dolgozta ki. A kemotonmodell az élet minimálrendszerét mutatja be, a legegyszerűbb olyan kémiai automata, amely él: irányítottan működik, stabil, a környezet változásaihoz alkalmazkodni képes (homeosztatikus), szaporodik és evolúcióképes. A kemoton hármas szerveződést mutat: egy önszabályozó anyagcsere-alrendszerből (kémiai motor), egy információs/vezérlő alrendszerből és egy határoló alrendszerből épül fel. Az alrendszerek összehangolt működését egyszerű kémiai kényszerek biztosítják. A kemotonmodell segíti az alapvető életjelenségek vizsgálatát, az élet definiálását és az élet kialakulására vonatkozó hipotézisek kidolgozását.

## A kemoton
A kemoton három alrendszere az információs, az anyagcsere és a határoló alrendszer. Ezek mindegyike autokatalitikus, azaz a ciklus egy körülfutása után a ciklus megkettőződik: egy anyagcsereciklus két anyagcsereciklust "szül"; az információs alrendszer, ami kétszálú polimermolekula, megkettőződik; a határoló alrendszer megkettőződése pedig a rendszer kettéosztódását eredményezi. A két utódkemoton szintén tartalmazza mindhárom alrendszert.
Az alrendszerek működése szorosan kapcsolt: az anyagcsere-alrendszer az X tápanyag felvételével és Y melléktermék leadásával V' molekulákat termel, amelyek az információs alrendszer szerepét betöltő polimer monomerjei. Ha V' koncentrációja elér egy küszöbértéket, beindul a replikáció: az n számú V monomer polimerje (pVn) megkettőződik és két pVn jön létre. A polimerizáció során R melléktermék keletkezik. R alakítja az anyagcsere melléktermékeként képződő T'-t T-vé, ami a membrán alkotója. Így a membrán növekedése beindul. A három alrendszer összehangoltan működik: az anyagcsere felhalmozza T'-t és V'-t. T' még nem képes a membránba épülni. Amikor V eléri a küszöbkoncentrációt, nagy mennyiségű R képződik és beindul a membránnövekedés, a kemoton pedig kettéosztódik.

## Anyagcsere-alrendszer
Az anyagcsere-alrendszer, vagy kémiai motor egy öngerjesztő, autokatalitikus ciklus, melynek kiindulási molekulája A1. A ciklus egy körülfutása során két A1 képződik, melyek újabb ciklusokat indítanak. Emiatt az A1 mennyisége a ciklus lefutásainak számával exponenciálisan növekszik (1 ciklus után 2 db A1, 2 ciklus után 4 db A1, sít.), és A1 felhalmozódik.
Az anyagcsere-ciklus üzemanyaga X, amely szabadon diffundál a határoló alrendszeren át a kemotonba. A képződött melléktermék Y, amely szintén szabadon diffundálhat a határoló alrendszeren keresztül a külvilágba.
A kémiai motor elnevezés arra utal, hogy ez a ciklus tölti be a központi szerepet a kemotonban: működése irányítja a másik két alrendszer (a határoló és az információs alrendszer) megkettőződését. A ciklus során T' és V' termelődik. T' a határoló alrendszer előanyaga, amelynek azonban T-vé kell alakulnia ahhoz, hogy a membránba épüljön. V' az információs alrendszer monomerjének előanyaga. Akkor alakul V-vé, amikor beépül a replikáció során a polimerláncba.
Fontos kiemelni, hogy a kemotonban nem szükséges enzimfehérjék létét feltételeznünk.

## Irányító alrendszer
A kemotonban kétszálú, n darab V monomerből álló polimer-molekula (pVn) hangolja össze az alrendszerek működését. Az irányítás alapja, hogy az anyagcsere-alrendszer működése során az irányító alrendszer monomerjei (V') képződnek melléktermékként. Amikor ezek koncentrációja elér egy küszöbértéket - de csak akkor -, a polimer két szála lemásolódik (replikálódik. Ennek oka, hogy a polimerek végei a hőmozgás következtében spontán "lélegeznek" (átmenetileg felnyílnak és visszazáródnak). Kellően nagy V' koncentráció esetén a monomerek nagy valószínűséggel az átmenetileg felnyíló láncvéghez kapcsolódnak, megakadályozzák a visszazáródást, és megindul a replikáció. Első lépésben a részlegesen felnyílt láncok egyikéhez egy V kapcsolódik (pVnV1), majd még egy (pVnV2), és így tovább, amíg mindkét szál lemásolódik, aminek eredménye két pVn.
Ez a folyamat elszívja az anyagcsere-folyamat működését sztöchiometriai okokból gátló monomereket, ezért az anyagcsere újra felpörög. Ez egy periodikus, ritmikus működést biztosít a rendszer számára, ami a határoló alrendszer működésével együtt a kemoton periodikus osztódását eredményezi.
A replikáció során melléktermékként R molekulák keletkeznek, amelyek szükségesek ahhoz, hogy T' T-vé alakuljon. T már képes beépülni a membránba. Tehát az irányító alrendszer replikációjának hatására indul be a membránnövekedés és ezáltal a kemoton kettéosztódása.
Az osztódás dinamikáját befolyásolja polimer hossza, illetve a „szétdaraboltsága” ld. lentebb.
A ma élő, általunk ismert sejtekben az irányításért felelős kétszálú polimer a DNS, a földi élet korábbi szakaszában pedig valószínűleg az RNS töltötte be ezt a szerepet. A mai sejtekben viszont – a kemotontól eltérően – a replikációt már enzimfehérjék végzik, az információs alrendszer pedig nem egyszerű sztöchiometriai kapcsolaton keresztül, hanem enzimek kódolásával irányítja az anyagcserét.

## Határoló alrendszer
A T jelű molekulák építik fel. Ha ezek – a foszfatidokhoz hasonlóan - poláris és apoláris molekularészt egyaránt tartalmaznak (amfipatikusak), akkor spontán kettős réteget alkotnak. Például vízben apoláris (hidrofób) részeikkel egymás felé fordulnak, poláris (hidrofil) részeikkel pedig a vizes fázis felé. 
A két réteg közül kiszorul az oldószer, ami energetikailag kedvező állapot. A membránalkotó molekulák így kétdimenziós folyadékot alkotnak: oldalirányban viszonylag szabadon elmozdulhatnak, de a kettősrétegből ritkán lépnek ki.
A T előanyaga T', ami az anyagcsere-ciklusban termelődik. T' a replikáció mellékterméke (R) hatására alakul T-vé, ami a membránba épül. Ennek során a membrán növekszik, megkettőződik: kezdetben m darab T építi fel (Tm), a megkettőződés után pedig 2m darab (T2m). Ekkor a kemoton kettéosztódik (ld. lentebb).